# Lewis Edson Waterman
Lewis Edson Waterman  (n. 18 noiembrie 1837 – d. 1 mai 1901) a fost un inginer și inventator american. A preluat ideea stiloului cu pompiță a lui Petrache Poenaru și a transformat stiloul într-un altul ce se poate umple prin intermediul peniței, producând un flux mai bun de cerneală, în anul 1884.